# Bo (grad)
Bo je drugi po veličini grad u Sijera Leoneu (nakon Freetowna) i najveći grad u Južnoj provinciji. 
Bo je glavni grad i administrativno središte Okruga Bo. Grad Bo ima oko 306,000 stanovnika. Bo je urbano središte, a nalazi se oko 250 km jugoistočno od Freetowna. Nakon Freetowna, Bo je vodeće financijsko, obrazovno, trgovačko i urbano središte Sijera Leonea.
Gradonačelnik i članovi Gradskog vijeća izravno se biraju svake četiri godine na općinskim izborima. Aktualni gradonačelnik Boa je Harold Logie Tucker iz Narodne stranke Sijera Leonea,  koji je izabran za gradonačelnika s 69,7% glasova na izborima 2012. godine.